# Tampines Rovers
Tampines Rovers – singapurski klub piłkarski założony w 1945 roku. W 1999 roku dołączył do ligi profesjonalnej.

## Sukcesy

### Domowe
Liga
- S-League: 5
  - 2004, 2005, 2011, 2012, 2013
- National Football League Division One: 3
  - 1979, 1980, 1984

Puchar
- Puchar Singapuru: 4
  - 2002, 2004, 2006, 2019
- Singapurska Tarcza Dobroczynności: 4
  - 2011, 2012, 2013, 2014

### Międzynarodowe
- Klubowe Mistrzostwa ASEAN: 1
  - 2005

## Skład na sezon 2018
| Nr | Poz. | Piłkarz                     |
| -- | ---- | --------------------------- |
| 1  | BR   | Hariz Farid                 |
| 2  | OB   | Madhu Mohana                |
| 4  | OB   | Fahrudin Mustafić (kapitan) |
| 5  | OB   | Amirul Adli                 |
| 6  | PO   | Safirul Sulaiman            |
| 7  | PO   | Zulfadhmi Suzliman          |
| 9  | NA   | Ryutaro Megumi              |
| 10 | NA   | Fazrul Nawaz                |
| 11 | PO   | Jordan Webb                 |
| 12 | OB   | Shannon Stephen             |
| 13 | NA   | Shameer Aziq                |
| 14 | NA   | Haziq Razzali               |

| Nr | Poz. | Piłkarz        |
| -- | ---- | -------------- |
| 15 | PO   | Shah Shahiran  |
| 16 | OB   | Daniel Bennett |
| 17 | OB   | Irwan Shah     |
| 18 | PO   | Yasir Hanapi   |
| 19 | NA   | Khairul Amri   |
| 20 | PO   | Faizal Raffi   |
| 21 | BR   | Haikal Hasnol  |
| 22 | OB   | Danish Uwais   |
| 23 | OB   | Irfan Najeeb   |
| 24 | BR   | Syazwan Buhari |
| 25 | OB   | Ryhan Stewart  |
| 27 | PO   | Hafiz Sujad    |